# ニコラ・ムッル
ニコラ・ムッル（Nicola Murru，1994年12月16日 - ）は、イタリア・カリアリ出身のサッカー選手。ポジションはディフェンダー。セリエA・UCサンプドリア所属。

## 経歴
2011年7月にカリアリ・カルチョのトップチームに昇格し、12月20日のACミラン戦でプロデビュー。
2017年7月1日、UCサンプドリアに移籍した。
2020年9月17日、トリノFCにレンタル移籍することが発表された。